# Clorox
Die Clorox Company ist ein Haushaltswaren- und Chemieunternehmen aus den Vereinigten Staaten mit Hauptsitz in Oakland, Kalifornien. Das Unternehmen ist im Aktienindex S&P 500 gelistet.
Das Unternehmen ist insbesondere für das Bleichmittel der Marke Clorox bekannt.

## Unternehmensgeschichte
Das Unternehmen wurde am 3. Mai 1913 durch Archibald Taft, Edward Hughes, Charles Husband, Rufus Myers und William Hussey gegründet. Das Unternehmen hatte anfangs den Firmennamen Electro-Alkaline Company. 1928 ging das Unternehmen an die Börse in San Francisco und änderte den Firmennamen zu Clorox Chemical Company.
1957 wurde das Unternehmen von dem Konkurrenten Procter & Gamble gekauft. Der Kauf wurde jedoch von der US-amerikanischen Federal Trade Commission (FTC) untersagt, da die FTC im Haushaltswarenmarkt der Vereinigten Staaten eine Monopolstellung von Procter & Gamble befürchtete. Die FTC gewann diesen Streit und 1969 wurde Clorox wieder ein unabhängiges Unternehmen.

## Verbraucherschutz

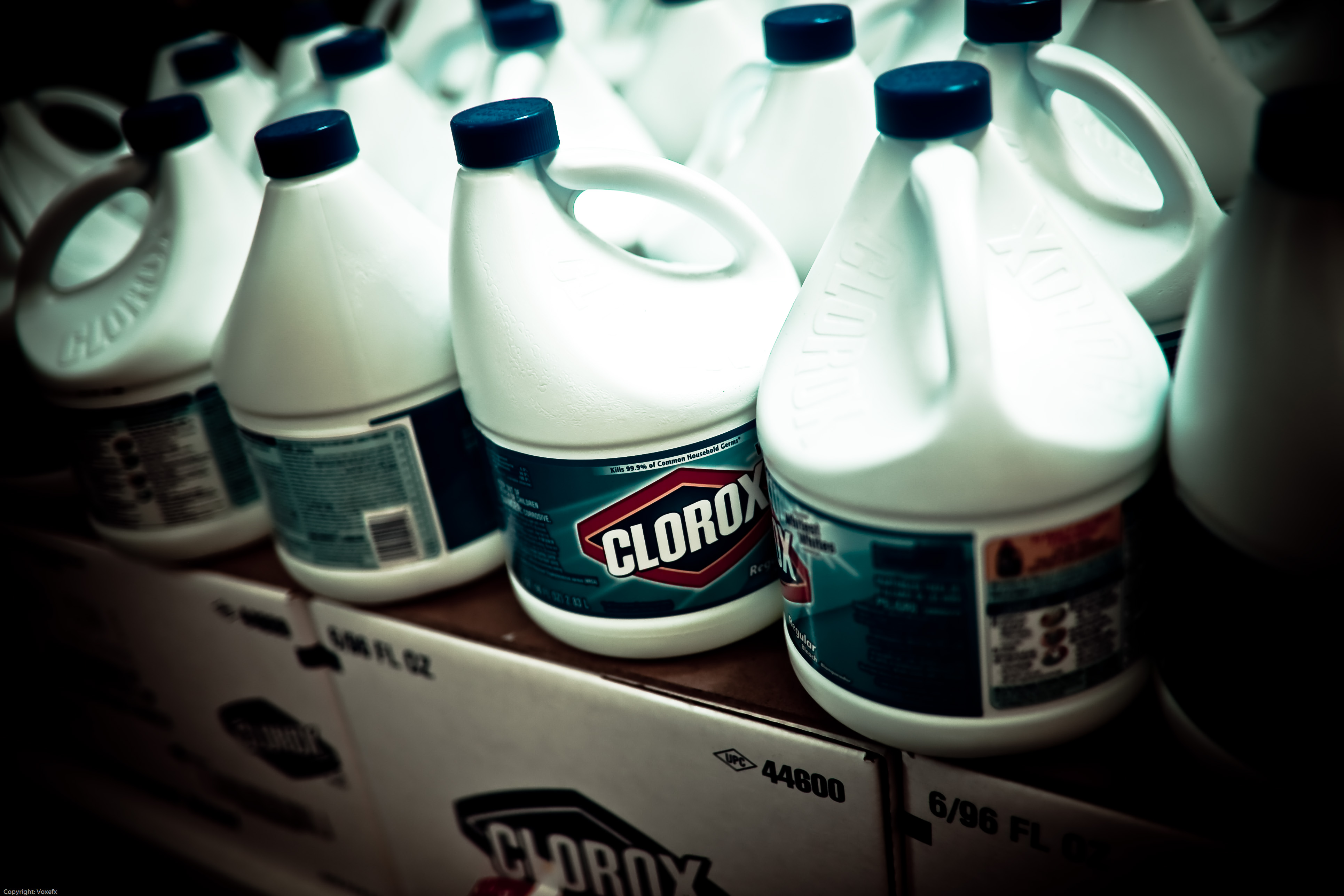
Bleichmittel der Marke Clorox

2011 gab Clorox bekannt, sämtliche Inhaltsstoffe seiner Produkte, einschließlich verwendeter Konservierungs-, Farb- und Duftstoffe, zu veröffentlichen.

## Geschäftszahlen
Im Geschäftsjahr 2016, das bei Clorox am 30. Juni 2016 endete, erzielte das Unternehmen einen Umsatz von 5,76 Mrd. Clorox beschäftigt ca. 8.000 Mitarbeiter.

## Produktmarken

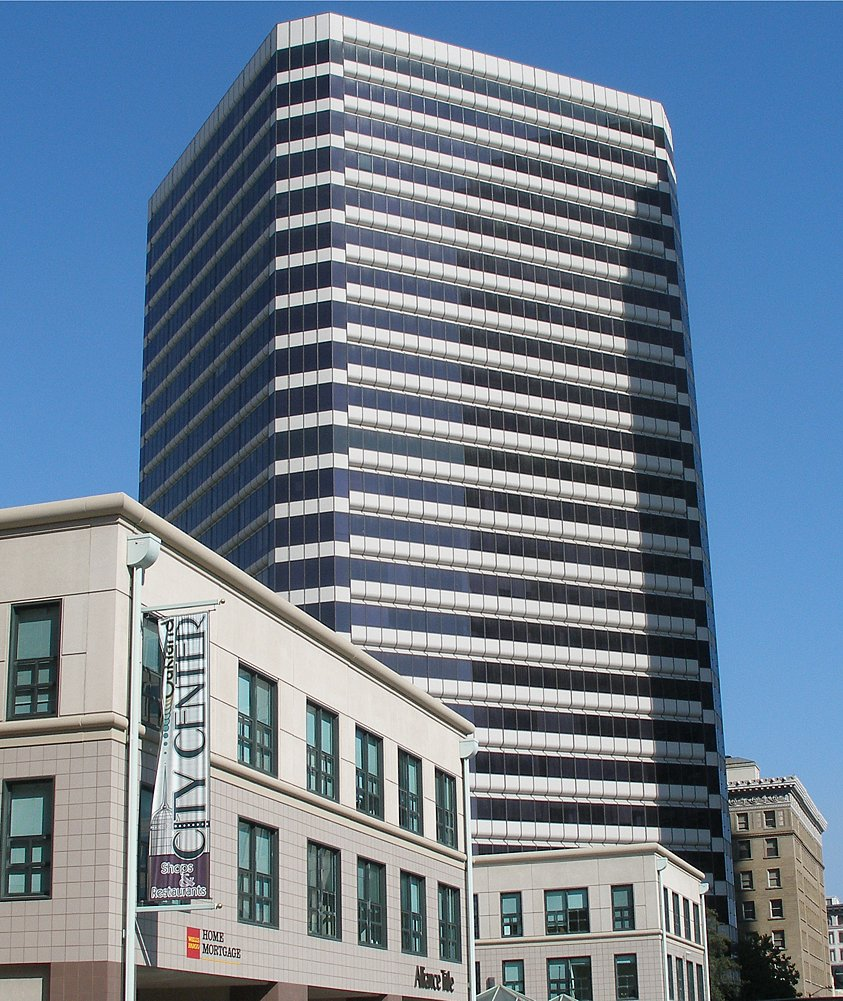
Das Clorox Building in Oakland ist der Hauptsitz des Unternehmens.

Zu Clorox gehören mehrere in den Vereinigten Staaten bekannte Haushaltsmarken verschiedener Produktrichtungen, unter anderem:
- Brita-Wasserfiltersysteme (Nord- und Südamerikageschäft)
- Burt’s Bees (Naturkosmetik)
- Clorox, Reinigungsmittel
- Glad
- Hidden Valley Ranch, Kitchen Bouquet und KC Masterpiece (Salatdressings und Soßen)
- Kingsford (Holzkohle)
- Lestoil, Pine-Sol, Tilex und S.O.S. (Reinigungsprodukte)
- Liquid-Plumr
- Formula 409
- Fresh Step, EverClean, Scoop Away